# Zutphen (Michigan)
Zutphen is een plaats in Ottawa County in de Amerikaanse staat Michigan.
Het dorp is vernoemd naar de Nederlandse stad Zutphen.